# Evropský pohár juniorů ve sportovním lezení
Evropský pohár juniorů ve sportovním lezení (anglicky European Youth Cup) je série lezeckých závodů, které v Evropě vyhlašuje a organizuje Mezinárodní federace sportovního lezení (IFSC) od roku 1996. Současně se závodníci mohou účastnit již od šestnácti let Světového poháru ve sportovním lezení dospělých.
V České republice pořádá Český horolezecký svaz každoročně seriál závodů Českého poháru v soutěžním lezení a Českého poháru mládeže v soutěžním lezení.

## Historie
První ročník závodů European Youth Cup se konal v roce 1996, začal v Dortmundu a končil v Praze. Závodilo se v lezení na obtížnost ve třech kategoriích, z pěti závodů se škrtal nejhorší výsledek. V roce 1997 proběhlo pět závodů na obtížnost a třetí kolo se konalo v Chocni.
V roce 2010 se konalo pět závodů v lezení na obtížnost pod názvem European Youth Series a závodilo se také v lezení na rychlost. V roce 2011 se opět pod názvem European Youth Cup konalo pět závodů na obtížnost, pět na rychlost a dva v boulderingu. Od roku 2014 se do celkového hodnocení započítává také Mistrovství Evropy juniorů.

## Češi na EPJ
Již na prvních závodech v roce 1996 v lezení na obtížnost měla Česká republika tři medailisty. Tři medaile získal Daniel Kadlec, bronzovou, zlatou a stříbrnou v kategorii A, celkově skončil druhý. Šárka Obadalová skončila celkově třetí v kategorii B, získala zlato a bronz, v roce 1997 skončila celkově na druhém místě. Druhou českou medailistkou se stala v roce 1996 Veronika Hunková, získala bronz v kategorii juniorů na závodech v Bernu.
Dalšími vítězi byli Tomáš Mrázek v lezení na obtížnost v juniorské kategorii (2000 a 2001), Tereza Kysliková v kategorii B (2001), Silvie Rajfová v kategorii B (2003), v letech 2004-2008 stojí za zmínku pět stříbrných medailí které získal Martin Stráník postupně ve všech kategoriích.
V letech 2007 a 2008 zvítězil Adam Ondra suverénně v lezení na obtížnost v kategorii B a od následujícího roku se drží na špičce nejen ve světovém poháru mezi dospělými v obtížnosti i boulderingu.
V roce 2012 zvítězil Jan Kříž celkově v lezení na rychlost v kategorii A, v roce 2011 a 2013 skončil druhý, v roce 2015 na třetím místě.
V roce 2016 zvítězil Jakub Konečný v lezení na obtížnost v kategorii A.

## Kategorie
- junioři a juniorky (18 - 19 let)
- chlapci a dívky kategorie A (16 - 17 let)
- chlapci a dívky kategorie B (14 - 15 let)

## Výsledky juniorů a juniorek

### Obtížnost J
| Rok  | Vítěz                                | 2. místo                             | 3. místo                                    | další pořadí                                     | lezců | závodů |
| ---- | ------------------------------------ | ------------------------------------ | ------------------------------------------- | ------------------------------------------------ | ----- | ------ |
| 1996 | Ralph Brunel Annatina Schultz        | Iouri Douloub Irina Rouiga           | Timo Lautenschläger Katrin Sedlmayer        | 16. Rostislav Štefánek 4. Veronika Hunková       | 22 13 | 5-1    |
| 1997 | Timo Lautenschläger Bettina Schöpf   | Sylvain Millet Myriam Motteau        | Matej Sova Katja Sturm                      | 4. Daniel Kadlec 6. Lucie Potěšilová             | 47 11 | 5-1    |
| 1998 | Flavio Crespi Katarina Stremfelj     | Matej Sova Eva Tusar                 | Manuel Hassler Cristina Gonzalez            | 8. Daniel Kadlec 9. Lucie Potěšilová             | 42 16 | 4-1    |
| 1999 | Alexander Meikl Katarina Stremfelj   | Flavio Crespi Carole Petrignet       | François Auclair Eva Tusar                  | 30. Ondřej Marčík —                              | 45 17 | 4-1    |
| 2000 | Tomáš Mrázek Nastja Guzzi            | Tomaz Valjavec Alexandra Eyer        | Casper Ten Sijthoff Sasa Truden             | 4. Jakub Hlaváček 5. Martina Kadlecová           | 30 12 | 3      |
| 2001 | Tomáš Mrázek Isabella Ritsch         | Timo Preußler Lucka Franko           | Tomaz Valjavec Nastja Guzzi                 | 32.-33. Jakub Hlaváček 18.-19. Soňa Hnízdilová   | 51 28 | 6-2    |
| 2002 | Cédric Lachat Katja Vidmar           | Alexandre Kovalevskj Soňa Hnízdilová | Timo Preußler Tzveta Konstantin Kojouharova | 5. Petr Solanský —                               | 50 20 | 4-1    |
| 2003 | Cédric Lachat Nadine Ruh             | Jorg Verhoeven Sabine Knabl          | Ondrej Švub Barbara Schranz                 | 7. Petr Solanský 9. Petra Melicharová            | 47 23 | 4-1    |
| 2004 | Jorg Verhoeven Alix Graftiaux        | Daniel Winkler Maja Vidmar           | Anthony Sapey Stéphanie Crouvisier          | 8. Jan Zbranek 9. Kristýna Ondrová               | 53 28 | 4-1    |
| 2005 | Anthony Sapey Mina Markovič          | Daniel Winkler Chloé Graftiaux       | Thomas Neyer Fanny Conan                    | 5. Jan Zbranek 12. Lucie Rajfová                 | 66 35 | 5-1    |
| 2006 | Magnus Midtboe Katharina Saurwein    | Ivan Kaurov Chloé Graftiaux          | Fabien Comina Martina Harnisch              | 25. Jakub Volf 8. Lucie Hrozová                  | 64 19 | 5-1    |
| 2007 | Magnus Midtboe Mathilde Brumagne     | Felix Neumärker Christina Schmid     | Stefan Danker Franziska Saurwein            | 22. Jan Chvála 4. Silvie Rajfová                 | 64 41 | 6-2    |
| 2008 | Jakob Schubert Mathilde Brumagne     | Martin Stráník Franziska Saurwein    | Fabrice Landry Christina Schmid             | 45.-46. Jiří Romanovský 17. Silvie Rajfová       | 59 45 | 5-1    |
| 2009 | Gautier Supper Charlotte Durif       | Mario Lechner Hannah Midtbø          | Fabrice Landry Christina Stütz              | 7. Martin Stráník 30.-31. Gabriela Vrablíková    | 59 38 | 5-1    |
| 2010 | Mario Lechner Dinara Fachritdinovová | Jan Hojer Manuela Sigrist            | Kevin Aglae Katherine Choong                | 20. Tomáš Binter 36.-37. Monika Kuhn-Gaberová    | 48 41 | 5-1    |
| 2011 | Max Rudigier Katherine Choong        | Stefano Ghisolfi Hélène Janicot      | Urban Primozic Cindy Sararak                | 17. Tomáš Binter 15. Michaela Zbořilová          | 46 39 | 5-1    |
| 2012 | Domen Škofic Tina Johnsen Hafsaas    | Marcello Bombardi Amanda Rohner      | Sergej Epih Tanja Lanz                      | 16.-18. Jan Jeliga —                             | 52 15 | 6-2    |
| 2013 | Maël Bonzom Manon Hily               | Thomas Joannes Kenza Slamti          | Yiftach Kushnir Karoline Sinnhuber          | 7. Petr Čermák 4. Tereza Svobodová               | 20    | 2      |
| 2014 | Sebastian Halenke Anak Verhoeven     | Martin Bergant Jessica Pilz          | Maël Bonzom Salomé Romain                   | 22. Martin Jech 14.-15. Tereza Svobodová         | 43 23 | 2      |
| 2015 | Georg Parma Julia Fiser              | Bernhard Röck Anne-Sophie Koller     | Dimitri Vogt Hannah Schubert                | 9. Martin Jech 22. Veronika Scheuerová           | 53 36 | 4      |
| 2016 | Hannes Puman Kajsa Rosén             | Sascha Lehmann Alina Ring            | Georg Parma Julia Fiser                     | 39.-40. Mikuláš Keller41 22. Veronika Scheuerová | 41 35 | 2      |

### Rychlost J
| Rok  | Vítěz                               | 2. místo                                            | 3. místo                          | další pořadí                 | lezců | závodů |
| ---- | ----------------------------------- | --------------------------------------------------- | --------------------------------- | ---------------------------- | ----- | ------ |
| 2011 | Leonardo Gontero Karina Miroslaw    | Yaroslav Topal Margot Heitz                         | Stefano Ghisolfi Stefanie Pichler | —                            | 19 12 | 5-1    |
| 2012 | Leonardo Gontero Anouck Jaubert     | Dmitrij Timofejev Aleksandra Rudzińska              | Marcin Dzieński Ilaria Guidotti   | — 8. Eva Křížová             | 23 18 | 4      |
| 2013 | Quentin Nambot Nina Lach            | Stanislao Zama Esther Bruckner Aleksandra Rudzińska | Guillaume Moro —                  | —                            | 16 8  | 3      |
| 2014 | Alessandro Santoni Jelena Markuševa | Quentin Nambot Nina Lach                            | Karol Denis Alexandra Elmer       | 13. Jan Kříž —               | 16 9  |        |
| 2015 | Ludovico Fossali Patrycja Chudziak  | Pierre Rebreyend Aurelia Sarisson                   | Jan Kříž Victoire Andrier         | —                            | 23 14 |        |
| 2016 | Ludovico Fossali Chiara Bigi        | Pierre Rebreyend Giorgia Randi                      | Lukas Knapp Margaux Deschamps     | 7. Adam Smiga Andrea Pokorná | 27 18 | 3      |

### Bouldering J
| Rok  | Vítěz                         | 2. místo                      | 3. místo                           | další pořadí                                   | lezců | závodů |
| ---- | ----------------------------- | ----------------------------- | ---------------------------------- | ---------------------------------------------- | ----- | ------ |
| 2011 | Max Rudigier Cindy Sararak    | Jan Hojer Fanny Gibert        | Francois Kaiser Alexandra Ladurner | 15. Jan Jeliga 22.-23. Monika Kuhn-Gaberová    | 34 24 | 2      |
| 2012 | Kevin Heiniger Fanny Gibert   | Domen Škofic Manon Chapet     | Jonas Winter Victoria Klemm        | —                                              | 23 24 | 2      |
| 2013 | Michael Piccolruaz Manon Hily | Nathan Phillips Lena Herrmann | Alex Khazanov Victoria Klemm       | 26.-27. Dominik Otto —                         | 33 21 | 3      |
| 2014 | David Firnenburg Jessica Pilz | Kentin Boulay Margaux Pucheux | Alex Khazanov Chloé Caulier        | 34.-36. Jan Novák 27. Kateřina Kendíková       | 50 40 |        |
| 2015 | Moritz Hans Staša Gejo        | Yohann Dechamps Jessica Pilz  | Nicolas Pelorson Chloé Caulier     | 19. Martin Kuhnel 22. Klára Halmo              | 30 27 |        |
| 2016 | Jan-Luca Posch Staša Gejo     | Georg Parma Franziska Sterrer | Matthias Erber Johanna Färber      | 50.-53. Michal Běhounek 31.-32. Eliška Vlčková | 67 43 | 5-1    |

## Výsledky chlapců a dívek v kategorii A

### Obtížnost A
| Rok  | Vítěz                                | 2. místo                            | 3. místo                               | další pořadí                                         | lezců | závodů |
| ---- | ------------------------------------ | ----------------------------------- | -------------------------------------- | ---------------------------------------------------- | ----- | ------ |
| 1996 | Matej Sova Katarina Stremfelj        | Daniel Kadlec Iva Hartmann          | Ales Strojan Blaza Klemencic           | 12. Jiří Koutski 9. Lucie Potěšilová                 | 35 16 | 5-1    |
| 1997 | Patxi Usobiaga Lakunza Sasa Truden   | Bostjan Potocnik Katarina Stremfelj | Primoz Zitnik Blaza Klemencic          | 13. Ondřej Marčík —                                  | 65 24 | 5-1    |
| 1998 | Tomaz Valjavec Barbara Bacher        | Julien Barbier Alexandra Eyer       | Alexander Meikl Nastja Guzzi           | 11.-12. Jakub Hlaváček 4. Šárka Obadalová            | 49 26 | 4-1    |
| 1999 | Gérome Pouvreau Barbara Bacher       | Tomaz Valjavec Isabella Ritsch      | Casper Ten Sijthoff Nastja Guzzi       | 8. Jakub Hlaváček 26. Martina Kadlecová              | 47 28 | 4-1    |
| 2000 | Cédric Lachat Jenny Lavarda          | Roman Felix Natalija Gros           | Anze Stremfelj Barbara Schranz         | 6. Petr Solanský 9. Soňa Hnízdilová                  | 45 32 | 3      |
| 2001 | Cédric Lachat Natalija Gros          | Christoph Huber Jenny Lavarda       | Roman Felix Katja Vidmar               | 7. Petr Solanský 18. Petra Melicharová               | 61 41 | 6-2    |
| 2002 | Eduard Marin Garcia Angela Eiter     | Daniel Winkler Nadine Ruh           | Jorg Verhoeven Maja Vidmar             | 19.-20. Jan Zbranek 5.-6. Lucie Rajfová              | 55 35 | 4-1    |
| 2003 | Daniel Winkler Angela Eiter          | Anthony Sapey Katharina Saurwein    | Gabriele Moroni Kinga Ociepka          | 9. Tereza Kysilková 7. Jan Zbranek                   | 54 39 | 4-1    |
| 2004 | Ivan Kaurov Katharina Saurwein       | Thomas Neyer Chloé Graftiaux        | Magnus Midtboe Jevenija Malamid        | 8. Jakub Volf 32. Lucie Hrozová                      | 66 41 | 4-1    |
| 2005 | Magnus Midtboe Anna Stöhr            | Felix Neumärker Silvie Rajfová      | Fabien Comina Christina Schmid         | 40. Jan Chvála 29.-30. Lucie Hrozová                 | 64 26 | 5-1    |
| 2006 | Jakob Schubert Christina Schmid      | Martin Stráník Alexandra Malysheva  | Jure Bečan Anne Hoarau                 | 49. Jan Chvála 5. Silvie Rajfová                     | 75 55 | 5-1    |
| 2007 | Jakob Schubert Juliane Wurmová       | Martin Stráník Spasina Nedyalkova   | Mario Lechner Natalie Berry            | 30. Martin Šifra 29. Anna Čermáková                  | 65 59 | 6-2    |
| 2008 | Mario Lechner Dinara Fachritdinovová | Jan Hojer Katherine Choong          | Evgenii Zazulin Matilda Söderlund      | 41. Martin Šifra 33. Aneta Hyvlová                   | 58    | 5-1    |
| 2009 | Alexander Megos Hélène Janicot       | Jure Raztresen Alexandra Ladurner   | Stefano Ghisolfi Julia Serrière        | 36.-37. Stanislav Pekárek 43.-46. Michaela Zbořilová | 58    | 5-1    |
| 2010 | Alexander Megos Katharina Posch      | Stefano Ghisolfi Magdalena Röck     | Jure Raztresen Julia Serrière          | 44. Jan Jeliga 26. Michaela Zbořilová                | 55 5  | 5-1    |
| 2011 | Loic Timmermans Magdalena Röck       | Thomas Joannes Laura Michelard      | Domen Škofic Jera Lenardic             | 12. Petr Čermák 10.-11. Tereza Svobodová             | 67 52 | 5-1    |
| 2012 | Loic Timmermans Anak Verhoeven       | Bernhard Röck Jessica Pilz          | Geoffray De Flaugergues Ana Tiripa     | 20. Petr Čermák 8. Andrea Pavlincová                 | 71 31 | 6-2    |
| 2013 | Hannes Puman Julia Chanourdie        | Lorenzo Carasio Anak Verhoeven      | Jakob Heber Norum Molly Thompson-Smith | 29.-30. Marek Škorpil 16.-17. Veronika Scheuerová    | 38 31 | 2      |
| 2014 | Georg Parma Molly Thompson-Smith     | Hannes Puman Hannah Schubert        | Sascha Lehmann Andrea Kümin            | 34. Petr Kliger 17. Eliška Vlčková                   | 42    |        |
| 2015 | Sascha Lehmann Janja Garnbret        | Giorgio Bendazzoli Asja Gollo       | Arsène Duval Laura Stöckler            | 6. Jakub Konečný 23. Veronika Šimková                | 51 44 |        |
| 2016 | Jakub Konečný Eva Maria Hammelmüller | Filip Schenk Michelle Hulliger      | Giorgio Bendazzoli Asja Gollo          | 24. Vojtěch Trojan 11. Lenka Slezáková               | 41 40 | 2      |

### Rychlost A
| Rok  | Vítěz                                  | 2. místo                         | 3. místo                              | další pořadí                            | lezců | závodů |
| ---- | -------------------------------------- | -------------------------------- | ------------------------------------- | --------------------------------------- | ----- | ------ |
| 2011 | Rafal Halasa Aleksandra Rudzińska      | Jakub Kozlowski Anouck Jaubert   | Guillaume Moro Izabela Janis          | 13. Tomáš Žák 4. Eva Křížová            | 25 27 | 5-1    |
| 2012 | Jan Kříž Izabela Janis                 | Alessandro Santoni Andrea Ebner  | Gian-Luca Grichting Michela Facci     | —                                       | 23 19 | 4      |
| 2013 | Alessandro Santoni Patrycja Chudziak   | Jan Kříž Aurelia Sarisson        | Joshua Bosler Margaux Deschamps       | 20. Miroslav Doseděl 15. Andrea Pokorná | 20 18 | 3      |
| 2014 | Ludovico Fossali Anastasia Manuylova   | Evgenii Shlyk Patrycja Chudziak  | Pierre Rebreyend Anastasiia Klochkova | 7. Pavel Krutil 15. Andrea Pokorná      | 20 23 |        |
| 2015 | Kostiantyn Pavlenko Elma Fleuret       | Lev Rudatskiy Oleksandra Volkova | Gian Luca Zodda Elizaveta Ivanova     | 6. Pavel Krutil —                       | 22 13 |        |
| 2016 | Gian Luca Zodda Elisabetta Dalla Brida | Gabriele Randi Silvia Porta      | Cristian Dorigatti Jelena Remizovová  | 4. Matěj Burian 10. Sára Urbanová       | 29    | 3      |

### Bouldering A
| Rok  | Vítěz                            | 2. místo                          | 3. místo                          | další pořadí                                  | lezců | závodů |
| ---- | -------------------------------- | --------------------------------- | --------------------------------- | --------------------------------------------- | ----- | ------ |
| 2011 | Michael Piccolruaz Katja Kadic   | Gaël Marty Karoline Sinnhuber     | Elias Weiler Jera Lenardic        | 24. Michal Stěpánek 11. Karolína Nevělíková   | 34 27 | 2      |
| 2012 | Joachim Tensing Julia Chanourdie | Gregor Vezonik Karoline Sinnhuber | Marco Gozzi Annalisa De Marco     | —                                             | 40    | 2      |
| 2013 | Dominic Burns Staša Gejo         | Kentin Boulay Patricia Holzmann   | Yohann Dechamps Margaux Pucheux   | 34. Martin Žák —                              | 43 37 | 3      |
| 2014 | Baptiste Ometz Franziska Sterrer | Anže Peharc Staša Gejo            | Bernhard Krenmayr Martina Zanetti | 44.-46. Michal Běhounek 25. Eliška Vlčková    | 47 49 |        |
| 2015 | Jan-Luca Posch Tjasa Slemensek   | Baptiste Ometz Franziska Sterrer  | Sascha Lehmann Johanna Färber     | 17. Jakub Konečný 10. Kateřina Zachrdlová     | 42 29 |        |
| 2016 | Petar Ivanov Giorgia Tesio       | Max Prinz Tjasa Slemensek         | Nimrod Marcus Johanna Holfeld     | 50.-51. Vojtěch Trojan 46.-48. Jana Ondřejová | 64    | 5      |

## Výsledky chlapců a dívek v kategorii B

### Obtížnost B
| Rok  | Vítěz                                                | 2. místo                               | 3. místo                                         | další pořadí                                   | lezců | závodů |
| ---- | ---------------------------------------------------- | -------------------------------------- | ------------------------------------------------ | ---------------------------------------------- | ----- | ------ |
| 1996 | Tomaz Valjavec Maria Belomestnova                    | Klemen Bečan Sasa Truden               | Bostjan Potocnik Šárka Obadalová                 | 7. Ondřej Marčík 13.-14. Martina Kadlecová     | 38 24 | 5-1    |
| 1997 | Tomaz Valjavec Maria Belomestnova                    | Blaz Rant Šárka Obadalová              | Klemen Bečan Sandrine Levet                      | 5. Jakub Hlaváček 21.-22. Michaela Filipčíková | 43 27 | 5-1    |
| 1998 | Roman Felix Natalija Gros                            | Timo Preußler Jenny Lavarda            | Blaz Rant Isabella Ritsch                        | 13. Petr Solanský 9. Lucie Skolarová           | 49 35 | 4-1    |
| 1999 | Roman Felix Natalija Gros                            | Cédric Lachat Katarzyna Dlugosz        | Marcin Wszolek Barbara Schranz                   | 7. Petr Solanský 12. Petra Melicharová         | 47 30 | 4-1    |
| 2000 | Jorg Verhoeven Maja Vidmar                           | Remo Sommer Lucie Rajfová              | Nejc Česen Sabine Knabl                          | 4. Jan Zbranek 13. Kateřina Kupilíková         | 36 33 | 3      |
| 2001 | Helmut Wörz Tereza Kysilková                         | Gabriele Moroni Ana Kosmac             | Remo Sommer Katharina Saurwein                   | 6. Pavel Solanský 8. Lucie Rajfová             | 61 45 | 6-2    |
| 2002 | Gabriele Moroni Katharina Saurwein                   | Štěpán Stráník Tereza Kysilková        | Pavel Solanský Anna Stöhr                        | 8. Jakub Volf 13. Lucie Hrozová                | 52 43 | 4-1    |
| 2003 | Urban Gros Silvie Rajfová                            | Tom Bolger Anna Stöhr                  | Fabien Comina Christina Schmid                   | 27.-28. Jindřich Bláha 7. Lucie Hrozová        | 49 38 | 4-1    |
| 2004 | David Lama Franziska Saurwein                        | Martin Stráník Silvie Rajfová          | Nicky de Leeuw Christina Schmid                  | 48. Jindřich Bláha 11. Anna Čermáková          | 57 41 | 4-1    |
| 2005 | David Lama Juliane Wurmová                           | Martin Stráník Charlotte Durif         | Eric Lopez Mateos Alexandra Malysheva            | 35.-36. Martin Pražan 8. Tereza Čermáková      | 67 48 | 5-1    |
| 2006 | Mario Lechner Johanna Ernst                          | Eric Lopez Mateos Stefanie Pichler     | Thomas Tauporn Natalie Berry                     | 15. Martin Šifra 16. Monika Kuhn-Gaberová      | 69 60 | 5-1    |
| 2007 | Adam Ondra Johanna Ernst                             | Max Rudigier Dinara Fachritdinovová    | Jan Hojer Katherine Choong                       | 16. Filip Harna 28. Tereza Pivodová            | 62 61 | 6-2    |
| 2008 | Adam Ondra Katharina Posch                           | Max Rudigier Magdalena Röck            | Stefano Ghisolfi Andrea Prunster                 | 31. Roman Kučera 25. Edita Vopatová            | 56 59 | 5-1    |
| 2009 | Domen Škofic Katharina Posch                         | Sebastian Halenke Magdalena Röck       | Geoffray De Flaugergues Berit Schwaiger          | 36. Petr Čermák 9. Iva Vejmolová               | 65 55 | 5-1    |
| 2010 | Sebastian Halenke Elena Bonapace                     | Geoffray De Flaugergues Anak Verhoeven | David Firnenburg Karoline Sinnhuber              | 15. Zdeněk Ustohal 5. Andrea Pavlincová        | 55 50 | 5-1    |
| 2011 | Bernhard Röck Anak Verhoeven                         | Tim Unuk Jessica Pilz                  | Ruben Firnenburg Hannah Baehr                    | 10. Zdeněk Ustohal 6. Andrea Pavlincová        | 61    | 5-1    |
| 2012 | Ruben Firnenburg Staša Gejo                          | Anže Peharc Hannah Schubert            | Georg Parma Solène Amoros                        | 65.-66. Pavel Krutil 9. Jana Vincourková       | 70 61 | 6-2    |
| 2013 | Stefano Carnati Celine Cuypers                       | William Bosi Eva Scroccaro             | Sascha Lehmann Alina Ring                        | 12. Vojtěch Vlk 8. Veronika Peltrámová         | 35 36 | 2      |
| 2014 | Mathias Posch Janja Garnbret                         | Arsène Duval Asja Gollo                | Léo Ferrera Michelle Hulliger                    | 6. Vojtěch Vlk 13. Veronika Peltrámová         | 41 42 |        |
| 2015 | Mikel Asier Linacisoro Molina Eva Maria Hammelmüller | Harold Peeters Mia Krampl              | Filip Schenk Sandra Lettner                      | — 5. Eliška Adamovská                          | 46 50 |        |
| 2016 | Luka Potočar Laura Rogora                            | Noé Moutault Celina Schoibl            | Sam Avezou Tim Bucher Stephan Rest Lucka Rakovec | 41. Jiří Churavý 6.-7. Eliška Adamovská        | 41 40 | 2      |

### Rychlost B
| Rok  | Vítěz                               | 2. místo                                | 3. místo                                   | další pořadí                                  | lezců | závodů |
| ---- | ----------------------------------- | --------------------------------------- | ------------------------------------------ | --------------------------------------------- | ----- | ------ |
| 2011 | Alessandro Santoni Alexandra Elmer  | Jan Kříž Hanne Schächtele               | Joshua Bosler Anastasia Shymkova           | 6. Radovan Šifra 5. Petra Vojířová            | 26 25 | 5-1    |
| 2012 | Alexandr Šikov Anastasiia Klochkova | Ludovico Fossali Chiara Rogora          | Pavel Krutil Patrycja Chudziak             | 4.-5. Miroslav Doseděl 7. Veronika Scheuerová | 18 28 | 4      |
| 2013 | Lev Rudatskiy Evelyne Fux           | Kostiantyn Pavlenko Anastasia Manuylova | Kostiantyn Dmitriiev Katarzyna Kwiatkowska | 4. Pavel Krutil —                             | 20 21 | 3      |
| 2014 | Paolo Martignene Elizaveta Ivanova  | Gian Luca Zodda Giulia Fossali          | Matěj Burian Daria Odarich                 | —                                             | 16 15 |        |
| 2015 | Cristian Dorigatti Jennifer Bonnet  | Gabriele Randi Natalia Wos              | Matěj Burian Lucile Saurel                 | — 8. Hana Křížová                             | 24 22 |        |
| 2016 | Yegor Shapovalov Giorgia Strazieri  | Milosz Bujak Aleksandra Kalucka         | Yaroslav Tkach Francesca Vasi              | — 8. Hana Křížová                             | 30 26 | 3      |

### Bouldering B
| Rok  | Vítěz                          | 2. místo                            | 3. místo                      | další pořadí                          | lezců | závodů |
| ---- | ------------------------------ | ----------------------------------- | ----------------------------- | ------------------------------------- | ----- | ------ |
| 2011 | Lucas Kaiser Annalisa De Marco | Bernhard Röck Andrea Ebner          | Jeremy Vaz Jessica Pilz       | 28. Zdeněk Ustohal —                  | 30 25 | 2      |
| 2012 | Dominic Burns Paloma Simon     | Nicolas Pelorson Mona Kellner       | Anže Peharc Franziska Sterrer | —                                     | 33    | 2      |
| 2013 | Stefano Carnati Asja Gollo     | Antonio Prampolini Martina Giorello | Baptiste Ometz Janka Meyer    | — 29. Michaela Matúšová               | 32 35 | 3      |
| 2014 | Leo Avezou Janja Garnbret      | Dominik Haertl Asja Gollo           | Filip Schenk Pyrene Santal    | 33.-35. Vojtěch Trojan —              | 49 44 | 3      |
| 2015 | Pietro Biagini Giorgia Tesio   | Petar Ivanov Jelena Krasovská       | Filip Schenk Pyrene Santal    | 22. Štěpán Pochman 30. Natalie Tuzová | 33 30 | 2      |
| 2016 | Sam Avezou Laura Rogora        | Christoph Schweiger Celina Schoibl  | Nathan Martin Sandra Lettner  | 0. Kryštof Kotyz 0. Natalie Tuzová    | 63 57 | 5-1    |